# Campionati austriaci di sci alpino 1977
I Campionati austriaci di sci alpino 1977 si svolsero a Bad Kleinkirchheim dal 9 al 13 febbraio; furono assegnati i titoli di discesa libera, slalom gigante, slalom speciale e combinata, sia maschili sia femminili.

## Risultati

### Uomini

#### Discesa libera
| Pos. | Atleta         | Nazione |
| ---- | -------------- | ------- |
| 1    | Franz Klammer  | Austria |
| 2    | Ernst Winkler  | Austria |
| 3    | Leonhard Stock | Austria |

Data: 10 febbraio

Pista: K 70

#### Slalom gigante
| Pos. | Atleta          | Nazione |
| ---- | --------------- | ------- |
| 1    | Klaus Heidegger | Austria |
| 2    | Manfred Brunner | Austria |
| 3    | Hans Enn        | Austria |

Data: 11 febbraio

Pista: Lärchegg

#### Slalom speciale
| Pos. | Atleta            | Nazione |
| ---- | ----------------- | ------- |
| 1    | Klaus Heidegger   | Austria |
| 2    | Manfred Brunner   | Austria |
| 3    | Alois Morgenstern | Austria |

Data: 13 febbraio

Pista: Strohsack

#### Combinata
| Pos. | Atleta            | Nazione |
| ---- | ----------------- | ------- |
| 1    | Hans Enn          | Austria |
| 2    | Harti Weirather   | Austria |
| 3    | Peter Wirnsberger | Austria |

Data: 10-13 febbraio

Classifica stilata attraverso i piazzamenti ottenuti
in discesa libera, slalom gigante e slalom speciale

### Donne

#### Discesa libera
| Pos. | Atleta                | Nazione |
| ---- | --------------------- | ------- |
| 1    | Annemarie Moser-Pröll | Austria |
| 2    | Brigitte Totschnig    | Austria |
| 3    | Nicola Spieß          | Austria |

Data: 9 febbraio

Pista: K 70

#### Slalom gigante
| Pos. | Atleta        | Nazione |
| ---- | ------------- | ------- |
| 1    | Lea Sölkner   | Austria |
| 2    | Ingrid Eberle | Austria |
| 3    | Regina Sackl  | Austria |

Data: 10 febbraio

Pista: Lärchegg

#### Slalom speciale
| Pos. | Atleta                | Nazione |
| ---- | --------------------- | ------- |
| 1    | Annemarie Moser-Pröll | Austria |
| 2    | Monika Kaserer        | Austria |
| 3    | Ingrid Eberle         | Austria |

Data: 12 febbraio

Pista:

#### Combinata
| Pos. | Atleta           | Nazione |
| ---- | ---------------- | ------- |
| 1    | Brigitte Schroll | Austria |
| 2    | Nicola Spieß     | Austria |
| 3    | Heidi Riedler    | Austria |

Data: 9-12 febbraio

Classifica stilata attraverso i piazzamenti ottenuti
in discesa libera, slalom gigante e slalom speciale